# Деренговский, Иван Иосифович
Иван Иосифович Деренговский (иногда Деринговский; 1868—1916?) — полковник, герой Первой мировой войны.

## Биография
Родился 7 апреля 1868 года. Начальное образование получил в Гатчинском сиротском институте.
12 апреля 1889 года был зачислен на Военно-училищные курсы Московского пехотного юнкерского училища, откуда выпущен 5 августа 1891 года по 2-му разряду подпоручиком в Гродненский резервный батальон.
Далее Деренговский служил в 95-м пехотном Красноярском полку и последовательно получил чины поручика (5 августа 1895 года), штабс-капитана (6 мая 1900 года) и капитана (5 августа 1903 года)
Начало Первой мировой войны встретил в чине подполковника, по-прежнему состоял в Красноярском пехотном полку. Высочайшим приказом от 9 июня 1915 года награждён орденом св. Георгия 4-й степени
За то, что в ночь с 5 на 6 ноября 1914 г., командуя батальоном, по собственному почину, после упорного боя, взял высоты, с которых неприятель обстреливал наши позиции во фланг, а некоторые и в тыл. Тогда же под губительным огнём противника, бывшем в числе около двух полков с большим количеством пулемётов и с артиллерией, успешно отражал все яростные атаки противника и в течение двух дней боролся, не уступив своей позиции.
Тогда же подполковник Деренговский был удостоен Георгиевского оружия (по другим данным он получил эту награду 9 июня 1916 года).
За то, что командуя батальоном, в бою 28 сен. 1914 г. у гор. Надаржина, находясь в прикрытии к артиллерии и будучи обойден, так как неприятель оказался сзади, повернул батальон кругом и своим огнём сдерживал наступлениенеприятеля до тех пор, пока вся артиллерия не снялась с позиции. Затем нерейдя в энергичное наступление, прорвался сквозь неприятеля и, отступая с боем, прикрывал свою артиллерию. Находясь под губительным огнём противника, презрев опасность, подавал собой доблестный пример неустрашимости, присутствия духа и самоотвержения.
В боях был дважды контужен.
Дальнейшие сведения о судьбе Деренговского противоречивы (возможно имеется путаница с его братом Николаем). До одним данным он погиб в бою 15 июня 1916 года, командовал Красноярским пехотным полком и 24 ноября того же года был посмертно произведён в генерал-майоры, по другим данным он с 24 ноября 1914 года состоял в резерве чинов при штабе Двинского военного округа и был произведён в полковники со старшинством от 25 декабря 1913 года, согласно третьей версии он был произведён в полковники со старшинством от 26 октября 1915 года, к 1 августа 1916 года состоял по-прежнему в Красноярском пехотном полку.

## Награды
Среди прочих наград Деренговский имел ордена:
- Орден Святого Станислава 3-й степени (1904 год)
- Орден Святой Анны 3-й степени (1909 год)
- Орден Святого Георгия 4-й степени (9 июня 1915 года)
- Георгиевское оружие (9 июня 1916 года)
- Орден Святого Владимира 3-й степени с мечами
- Орден Святой Анны 4-й степени